# Leer (distrito)
Leer é um distrito (kreis ou landkreis) da Alemanha localizado no estado de Baixa Saxônia.

## Cidades e municípios
| | |
| Cidades | Samtgemeinden |
| 1. Borkum 2. Leer 3. Weener Municípios (livres) 1. Bunde 2. Jemgum 3. Moormerland 4. Ostrhauderfehn 5. Rhauderfehn 6. Uplengen 7. Westoverledingen | - 1. Hesel 1. Brinkum 2. Firrel 3. Hesel¹ 4. Holtland 5. Neukamperfehn 6. Schwerinsdorf - 2. Jümme 1. Detern 2. Filsum¹ 3. Nortmoor |
| ¹sede do Samtgemeinde | |

área não-incorporada (Gemeindefreies Gebiet):

A ilha desabitada de Lütje Hörn é também parte do distrito de Leer, mas não faz parte de nenhuma cidade ou município.